# Kvangmjong

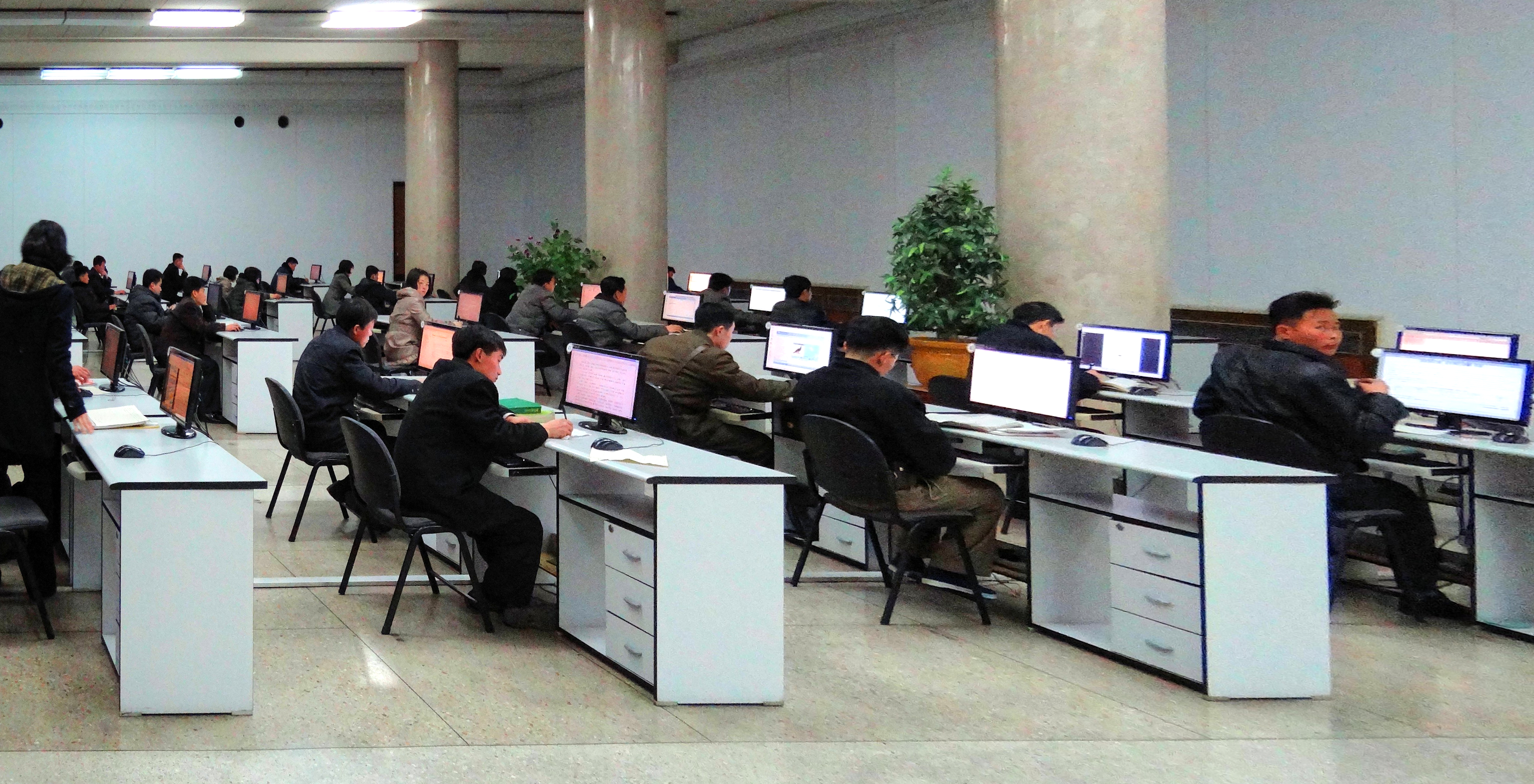
Intranetező diákok a Nagy Népi Tudás Házában, 2014-ben

A Kvangmjong (hangul: 광명, handzsa: 光明, RR: Kwangmyŏng, ’ragyogó fény’), vagy Kvangmjong-hálózat (hangul: 광명망, handzsa: 光明網, RR: Kwangmyŏngmang) Észak-Korea zárt platformú, országos intranethálózata, amelyet 2000-ben hoztak létre, hogy helyettesítsék a nemzetközi internetet, ami nem elérhető az átlag állampolgár számára.
A hálózat lehetővé teszi, hogy Észak-Korea kutató- és oktatási intézményei, médiumai, vállalatai, valamint kormányzati szervei saját weboldalakat hozzanak létre, amelyeket az ország különböző régióiban található főbb közintézmények és magánszemélyek használhatnak anélkül, hogy külföldi tartalommal találkoznának.
A hálózatra csatlakozva elérhető afféle kezdőlapként Észak-Korea egyetlen portáloldala, ami szintén a „Kvangmjong (Kwangmyŏng)” nevet viseli. A portálon keresztül elérhetők a Koreai Központi Hírügynökség (KCNA), a Rodong Sinmun és más híroldalak.
A hálózat a .kp top level domain alatti domainneveket használja, a globális internetről ezen oldalak nem érhetőek el.
Az internet állami korlátozása más országokban is jelen van. Kubában a cenzúrázott internet mellett elérhető egy országos intranet, míg Kínában a bizonyos külföldi oldalakat blokkoló Nagy Tűzfal biztosítja a világháló tartalomszűrését. Iránban a Nemzeti Információs Hálózat állami intranetként és cenzúrázott internetként egyaránt szolgál. Más országok, köztük Oroszország is tervezik nemzeti szintű intranet elindítását.

## A hálózat elérése
A hálózat a minden Red Star OS rendszeren megtalálható Naenara nevű böngészővel érhető el.

## Története
Az első észak-koreai weboldal, a Naenara webportál 1996-ban indult. A hálózat felállítására már 1997-ben megkezdődtek a törekvések, végül a 2000-es évek elején indult meg. Az első e-mail-szolgáltató a Sili Bank volt, 2001-ben.

### 2006-os flashmob incidens
2006 júniusában az Állambiztonsági Minisztérium gyűlést tartott, melynek tárgya egy, a Korea Computer Center Naenara nevű honlapjára feltöltött bejegyzés volt. A Naenara Észak-Korea első honlapja, amelyet 1996-ban hoztak létre.
Egy felhasználó a honlap fórumán közzétette, hogy a Naenara létrehozásának 10. évfordulója alkalmából a phenjani sportcsarnokban megszervezi a netezők sporteseményét. A bejegyzés nyomán az évforduló napján körülbelül 300 netező gyűlt össze a phenjani sportcsarnokban, flashmobot okozva. A 300 fő hatalmas számnak számított, különösen azért, mert abban az időben számítógép csak a tehetősebb háztartásokban volt elérhető. Ez az esemény végül teljesen kimerítette az észak-koreai biztonsági szervek türelmét. Észak-Koreában szigorúan tilos minden olyan gyülekezés, amelyhez a hatóságok nem adtak engedélyt.
A minisztérium feloszlatta a gyűlést, és meghiúsította a sporteseményt. Az esemény következményeként a Kvangmjong (Kwangmyŏng)ról eltávolították a csevegőszobákat, és az akkoriban gombamód szaporodó internetkávézókat is bezárták. Az otthoni telefonmodemek használatával történő magáncélú hálózati hozzáférést is betiltották, így onnantól a hálózatra csak hivatalos intézményeken keresztül lehetett csatlakozni.

## Honlapok
A honlapok számáról nincs pontos adat, de több ezerre tehető, 2014-ben a hálózaton a becslések szerint 1000–5500 weboldal létezett.
Néhány ismert oldal, melyek töredéke az interneten is elérhető:
| Honlap címe                                                                            | Leírás                                                     |
| -------------------------------------------------------------------------------------- | ---------------------------------------------------------- |
| Kvangmjong (광명, Kwangmyŏng)                                                          |                                                            |
| Ongnju (옥류, Okryu)                                                                   | webáruház                                                  |
| Csindalle (진달래, Chindalle)                                                          | webáruház                                                  |
| Szongudzsa (선구자, Sŏn'guja)                                                          |                                                            |
| Naenara (내나라)                                                                       |                                                            |
| Namszan (남산, Namsan)                                                                 |                                                            |
| Riszang (리상, Risang)                                                                 | Kim Cshek (Kim Ch'aek) Ipari Egyetem távoktatási weboldala |
| Acshim (아침, Ach'im)                                                                  |                                                            |
| Csongbo (Chŏngbo) 21 (정보21)                                                          |                                                            |
| Kvahak kiszul csondzsa csonsigvan (과학기술전자전시관, Kwahak kisul chŏnja chŏnsigwan) |                                                            |
| Kidung (기둥, Kidung)                                                                  | Cshondzsini (Ch'ŏngjini) Bányászati Egyetem weboldala      |
| Manbang (만방)                                                                         | Netflixhez hasonló streamingalkalmazás                     |
| Szeszegi (새세기, Saesegi)                                                             |                                                            |
| Pangjok (방역, Pangyŏk)                                                                |                                                            |
| Reil (래일, Raeil)                                                                     |                                                            |
| Palmjong (발명, Palmyŏng)                                                              |                                                            |
| Khullaksze (클락새, K'ŭllaksae)                                                        |                                                            |
| Hanmaum (한마음, Hanmaŭm)                                                              |                                                            |
| Pukkukszong (북극성, Pukkŭksŏng)                                                       |                                                            |
| Korjo iszul (고려의술, Koryŏ ŭisul)                                                    |                                                            |
| Csihjang (지향, Chihyang)                                                              | Hamhung (Hamhŭng)i Vegyipari Egyetem weboldala             |
| Rungna (릉라, Rŭngna)                                                                  |                                                            |
| Pijak (비약, Piyak)                                                                    | Kim Cshek (Kim Ch'aek) Ipari Egyetem weboldala             |
| Rodong Sinmun (로동신문)                                                               | A Koreai Munkapárt híroldala                               |

## További hivatkozások
- List of sites on Kwangmyong at North Korea Tech
- Video of surfing on Kwangmyong at Yle Areena
- North Korea and the Internet at The Economist
- Kwangmyong computer network at North Korea Economy Watch
- Digital Divide on the Korean Peninsula at Institute for Corean-American Studies
- Hermit Surfers of P'yongyang Archiválva 2007. június 13-i dátummal a Wayback Machine-ben at CIA